# Hyloscirtus sarampiona
Espèce
Synonymes
- Hyla sarampiona Ruiz-Carranza & Lynch, 1982

Statut de conservation UICN

 EN  : En danger
Hyloscirtus sarampiona est une espèce d'amphibiens de la famille des Hylidae.

## Répartition
Cette espèce est endémique de Colombie. Elle se rencontre vers 2 190 m d'altitude sur le versant Pacifique de la cordillère Occidentale dans les municipalités de López de Micay et d'El Tambo, dans le parc national naturel de Munchique dans le département du Cauca,.

## Publication originale
- Ruiz-Carranza & Lynch, 1982 : Dos nuevas especies de Hyla (Amphibia: Anura) de Colombia, con aportes al conocimiento de Hyla bogotensis. Caldasia, vol. 13, no 64, p. 647-671 (texte intégral).